# Agonum dolens
Agonum dolens es una especie de escarabajo del género Agonum, familia Carabidae. Fue descrita científicamente por C. R. Sahlberg en 1827.
Esta especie se encuentra en Europa del Este y Asia Central.
La longitud del escarabajo es de 7 a 8 milímetros (0,28 a 0,31 pulgadas). El cuerpo es bronce o bronce-negro, las patas son de color rojo pardusco. El protórax es ancho y transversal.